# Софрониу, Эллинас
Эллинас Софрониу (греч. Έλληνας Σωφρονίου; род. 29 января 1995, Лимасол, Лимасол) — кипрский футболист, вратарь лимассольского «Ариса».

## Карьера

### Начало карьеры
Воспитанник кипрского клуба «Неа Саламина». К основной команде клуба стал подтягиваться осенью 2013 года в начале нового сезона, однако оставался одним из резервных вратарей клуба, став попадать регулярно попадать в заявку лишь с апреля 2014 года. Дебютировал за клуб, а также в кипрском чемпионате, 4 мая 2014 года в матче против клуба «Докса».  Закрепиться в клубе у футболиста не вышло и в июле 2015 года футболист перешёл в клуб «Никос и Сократис Эримис», за который провёл 12 матчей во Втором кипрском дивизионе. 
В августе 2016 года футболист перешёл в АЕЗ. Дебютировал за клуб 16 декабря 2016 года в матче против клуба «Кармиотисса». Затем футболист быстро закрепился в основной команде клуба, на остаток сезона став ключевым вратарём. По итогу сезона вместе с клубом занял предпоследнее место и вылетел во Второй дивизион. В начале 2017 года футболист присоединился к клубу «Эрмис», из которого в январе 2018 года был куплен в лимассольский «Аполлон», за который так и не дебютировал. Летом 2018 года вернулся в АЕЗ, вместе с которым выступал во Втором дивизионе, где стал одним из ключевых игроков, за сезон проведя 17 матчей.

### «Арис» Лимасол
В сентябре 2019 года присоединился к лимассольскому «Арису». В своём следующем сезоне стал ключевым вратарём клуба, вместе с которым по итогу смог выйти в Первый дивизион. В рамках чемпионата футболист уступил свою позицию в воротах Ване Алвесу. Сыграв за клуб всего лишь в 2 матчах за сезон смог выйти в зону Лиги конференций УЕФА. Новый сезон за клуб футболист начал также со скамейки запасных, также пропустив этап квалификации Лиги конференций УЕФА. Первый матч сыграл 7 ноября 2022 года против никосийской «Омонии», выведя команду на поле с капитанской повязкой. По итогу сезона в мае 2023 года досрочно стал победителем кипрского чемпионата.
В июне 2023 года футболист продлил контракт с клубом до лета 2025 года. Новый сезон футболист начал с победы за Суперкубок Кипра, где 21 июля 2023 года победили никосийскую «Омонию». В июле 2023 года футболист вместе с клубом отправился на квалификационные матчи Лиги чемпионов УЕФА. В рамках третьего квалификационного раунда футболист вместе с клубом по сумме матчей уступил польскому «Ракуву» и вылетел в раунд плей-офф Лига Европы УЕФА. Вместе с клубом вышел в групповой этап Лиги Европы УЕФА, победив в квалификационном раунде плей-офф словацкий «Слован». По итогу группового этапа Лиги Европы УЕФА футболист вместе с клубом занял итоговое последнее место и завершил своё выступление на еврокубковом турнире, однако на поле так и не вышел.

## Международная карьера
В ноябре 2022 года получил вызов в национальную сборную Кипра. Принял участие в товарищеском матче 16 ноября 2022 года против сборной Болгарии, однако остался на скамейке запасных.

## Статистика
| Сезон     | Дивизион | Клуб                    | Страна     | Матчи | Голы |
| --------- | -------- | ----------------------- | ---------- | ----- | ---- |
| 2013/2014 | Д1       | Неа Саламина            | Флаг Кипра | 1     | −4   |
| 2014/2015 | Д1       | Неа Саламина            | Флаг Кипра | 2     | −2   |
| 2015/2016 | Д2       | Никос и Сократис Эримис | Флаг Кипра | 12    | −34  |
| 2016/2017 | Д1       | АЕЗ                     | Флаг Кипра | 11    | −24  |
| 2017/2018 | Д1       | Эрмис                   | Флаг Кипра | 2     | −7   |
| 2017/2018 | Д1       | Аполлон (Лимасол)       | Флаг Кипра | 0     | 0    |
| 2018/2019 | Д2       | АЕЗ                     | Флаг Кипра | 17    | −29  |
| 2019/2020 | Д2       | Арис (Лимасол)          | Флаг Кипра | 1     | −1   |
| 2020/2021 | Д2       | Арис (Лимасол)          | Флаг Кипра | 19    | −9   |
| 2021/2022 | Д1       | Арис (Лимасол)          | Флаг Кипра | 2     | −2   |
| 2022/2023 | Д1       | Арис (Лимасол)          | Флаг Кипра | 3     | −6   |

## Достижения
«Арис» Лимасол
- Чемпион Кипра: 2022/23
- Обладатель Суперкубка Кипра: 2023